# Андреєва-Дельмас Любов Олександрівна

Любов Олександрівна Тищинська, у шлюбі Андреєва, сценічний псевдонім Дельмас (нар. 17 (29) вересня 1884, Чернігів, Російська імперія — пом. 30 квітня 1969, Ленінград, РРФСР, СРСР) — українська та російська оперна і концертна співачка (мецо-сопрано), викладачка вокалу. Дружина співака Павла Андреєва.

## Ранні роки, освіта
Народилася в жовтні 1884 року в Чернігові. Навчалась музиці з дитячих років під керівництвом матері З. Дельмас, яка закінчила консерваторію на вокальному відділенні і мала гарний низький голос. Батько, Олександр Амфіанович, був банківським службовцем і громадським діячем. Він сприяв створенню першої в Чернігові громадської бібліотеки, потім громади медсестер. Будинок родини часто відвідували визначні літератори та громадські діячі.
У 1900 році Любов Тищинська вступила до Петербурзької консерваторії на вокальне відділення до Наталії Ірецької. На третьому курсі вдало дебютувала в партії Ольги («Євгеній Онєгін») і надалі почала виступати, виконуючи маленькі оперні партії. По завершенню консерваторії у 1905 році вдосконалювала вокально-сценічну майстерність під керівництвом М. Славіної.

## Творча кар'єра
Любов Андрєєва-Дельмас мала гарний звучний голос, акторський темперамент, її відрізняла яскрава зовнішність. Впродовж творчої кар'єри, на оперній сцені артистка створила низку видатних образів. Її талант високо цінували М. А. Малько, А. К. Глазунов, К. Станіславський, В. Каратигіна, О. Кніппер-Чехова, К. Чуковський.
Після закінчення консерваторії була прийнята до петербурзької «Нової опери» (Народний дім, антреприза О. А. Церетелі), де відспівала один сезон. У 1907 році гастролювала в Казані, Єкатеринбурзі, Самарі, у червні гастролювала у складі Санкт-Петербурзького оперного товариства під керівництвом М. Ф. Шигаєвої (виконувала партію Поліни, «Винова краля» П. Чайковського).
В 1908—1909 роках Любов Олександрівна разом з чоловіком співала в Київській опері. В 1909—1911 роках виступала в петербурзькому Народному домі (антр. Н. Н. Фігнера). Побачивши акторку тут в ролі Марини Мнішек, захоплений Федір Шаляпін запропонував їй взяти участь в «Російських сезонах» в Монте-Карло та Парижі, які відбулись у 1912—1914 роках. Надалі Андрєєва-Дельмас виступала солісткою Петроградського театру музичної драми (1913—1919) і Большого театру (1919—1922).
У 1923 гастролювала в складі оперної трупи і з концертами по містах Сибіру (Ново-Ніколаєвськ, Іркутськ, Мінусінськ, Красноярськ). У Мінусінську поставила «Винову кралю» і «Черевички» П. Чайковського. В 1926 році гастролювала в Уфі і Самарі. У 1928 році брала участь у гастрольних концертах з артистами МХАТу, в 1930 — з артистами Большого театру (по південній та середній смузі Росії). У роки Німецько-радянської війни брала участь в організації шефських концертів для солдатів.

### Репертуар
Репертуар Андреєвої-Дельмас налічував понад 60 оперних партій, різних за характером — ліричних, драматичних і комедійних.
Найкращою і улюбленою її роботою була Кармен (однойм. опера Ж. Бізе), в ролі якої вона виступала на сцені близько 400 разів. Любов Олександрівна ретельно готувалася до виконання цієї партії, вивчаючи і порівнюючи постановки опери в різних країнах. У своїх спогадах вона писала:
|  | Я тільки но повернулася з Парижа, де на батьківщині Меріме і Бізе переглянула всіх Кармен. Французькі Кармен мене засмутили і розчарували. Однієї красивої пози без внутрішнього вогню мало для Кармен. В них не було ні загадкової таємничості, ні реалізму, ні бурі циганських пристрастей. Хоча й непевно, але мені малювався інший тип несамовитої, вільної циганки. Оригінальний текст (рос.) …Я только что возвратилась из Парижа, где на родине Мериме и Бизе просмотрела всех Кармен. Французские Кармен меня огорчили и разочаровали. Одной красивой позы без внутреннего огня мало для Кармен. В них не было ни загадочной таинственности, ни реализма, ни бури цыганских страстей. Пусть смутно, но мне рисовался иной тип яростной, вольной цыганки |

Найкращими також вважають партії Марини Мнішек («Борис Годунов» М. Мусоргського), Марфи («Хованщина» М. Мусоргського), Любаші («Царева наречена» М. Римського-Корсакова), Лель («Снігуронька» М. Римського-Корсакова), Ольги («Євгеній Онєгін» П. Чайковського), Графині і Поліни («Пікова Дама» П. Чайковського), Амнеріс («Аїда» Дж. Верді).

## Андрєєва-Дельмас і О. Блок
Талантом акторки захоплювався російський поет Олександр Блок. Побачивши Андреєву-Дельмас у березні 1914 року в ролі Кармен, вражений поет писав їй:
|  | Я дивлюсь на Вас у «Кармен» третій раз, і хвилювання моє зростає з кожним разом. Добре знаю, що я неминуче закохаюся у Вас ... Ваша Кармен геть особлива, дуже таємнича. Оригінальний текст (рос.) Я смотрю на Вас в «Кармен» третий раз, и волнение мое растет с каждым разом. Прекрасно знаю, что я неизбежно влюблюсь в Вас... Ваша Кармен совершенно особенная, очень таинственная |

Надалі Блок не пропускав жодної вистави і концерту за участю співачки. У 1918 році він подарував їй примірник своєї поеми «Солов'їний сад» з написом: «Для тієї, що співає у солов'їному саду». Шість років (1914—1920) тривало листування між поетом і співачкою. Блок присвятив Андрєєвій-Дельмас ліричний цикл «Кармен» (1914) і вірш, написаний за кілька місяців до смерті.

## Викладацька діяльність
Майже 20 років Любов Дельмас присвятила викладацькій діяльності. У 1932 році почала викладати в Музичному училищі при Ленінградський консерваторії, з 1933 року була асистентом в класі свого чоловіка П. Андрєєва. З 1934 по 1951 рік вела клас сольного співу в Ленінградській консерваторії. У 1937 році очолювала викладацький склад у вокальній студії Палацу культури ім. Кірова, де в цей час поставила опери «Євгеній Онєгін» П. Чайковського та «Кармен» Ж. Бізе, проводила концерти.
Відомі учні: О. Д. Андреєва, В. І. Андріанов, М. Я. Болотова, М. Джалалова, Л. Захарова, З. А. Лаурен, Е. Н. Легар, С. С. Лємза, М. Оганесова, О. Ф. Сергієнко, Т. І. Смірнова, В. Телегіна-Васильєва, І. П . Тіманова-Левандо.

## Останні роки
Після відходу на пенсію Любов Дельмас зайнялася літературною роботою: написала спогади про блокаду Ленінграда, про Блока, писала мемуари; також впорядковувала власні архіви (проте, на даний момент невідомо, де всі ці документи, які після смерті Дельмас зберігалися у її племінниці.)
Видатна акторка і освітянка померла 30 квітня 1969 року. Похована в Ленінграді на Красненькому цвинтарі.

## Образ у мистецтві
- Український художник О. Мурашко написав портрет співачки (зберігається в приватній колекції, Санкт-Петербург).
- О. Блок присвятив Андреєвій-Дельмас ліричний цикл «Кармен» (1914).

## Пам'ять
- На будинку, в якому Любов Олександрівна мешкала в Санкт-Петербурзі, на її честь встановлено меморіальну дошку.